# Matua
Ne doit pas être confondu avec Matoua.
Genre
Matua est un genre d'araignées aranéomorphes de la famille des Gnaphosidae.

## Distribution
Les espèces de ce genre sont endémiques de Nouvelle-Zélande.

## Liste des espèces
Selon World Spider Catalog (version 17.5, 06/11/2016) :
- Matua festiva Forster, 1979
- Matua valida Forster, 1979

## Publication originale
- Forster, 1979 : The spiders of New Zealand. Part V. Cycloctenidae, Gnaphosidae, Clubionidae. Otago Museum Bulletin, vol. 5, p. 1-95.